# Thập niên 1000
Thập niên 1000 là thập niên diễn ra từ năm 1000 đến 1009.

## Chính trị và chiến tranh
Sweyn I của Đan Mạch xâm chiếm Anh.

### Thuộc địa hóa
- 1000 – Leif Ericson đặt chân đến Bắc Mỹ, gọi nó là Vinland.

### Các sự kiện chính trị nổi bật
- 1001—Stephen I trở thành vua đầu tiên của Hungary.
- 1009— Nhà Lý, tuyên bố thành lập triều đại độc lập đầu tiên của Việt Nam.

## Văn hóa đại chúng

### Văn học và nghệ thuật
- 1001–1008 – nữ văn sĩ Nhật Bản Murasaki Shikibu viết quyển tiểu thuyết đầu tiên,  truyện kể Genji

## Nhân vật
- Abd al-Rahman Ibn Yunus
- Abu al-Qasim (Abulcasis)
- Abu-Mahmud al-Khujandi
- Abu Nasr Mansur
- Abu Rayhan al-Biruni
- Alhacen (Ibn al-Haytham)
- Avicenna (Ibn Sina)
- Basil II
- Boleslaus I of Poland
- Brian Boru
- Bruno của Querfurt
- Robert II của Pháp
- Robert Guiscard
- Roger I của Sicilia
- Sancho III của Navarre
- Stephen I của Hungary
- Sweyn I của Đan Mạch
- Tsar Samuil của Bulgaria